# 1406
| [ Edytuj tabelę ]                          | |
| Król Polski                                | - 1386 Władysław II Jagiełło 1434                                                                                           |
| Współksiążęta Andory                       | - 1396 Galcerà de Vilanova 1415 - 1398 Izabela 1412 - 1398 Archibald 1412                                                   |
| Król Anglii                                | - 1399 Henryk IV 1413 |
| Król Aragonii i Walencji, hrabia Barcelony | - 1396 Marcin I Ludzki 1410                                                                                                 |
| Władca Azteków                             | - 1395 Huitzilíhuitl 1417                                                                                                   |
| Elektor Brandenburgii                      | - 1388 Jodok z Moraw 1411                                                                                                   |
| Książę Bawarii-Ingolstadt                  | - 1375 Stefan III 1413 |
| Książę Bawarii-Landshut                    | - 1393 Henryk XVI Bogaty 1450                                                                                               |
| Książę Bawarii-Monachium                   | - 1397 Ernest 1438 |
| Książę Burgundii                           | - 1404 Jan bez Trwogi 1419                                                                                                  |
| Cesarz Bizancjum                           | - 1391 Manuel II Paleolog 1425                                                                                              |
| Sułtan Brunei                              | - 1405 Muhammad 1415 |
| Cesarz Chin                                | - 1402 Yongle 1424 |
| Król Cypru                                 | - 1398 Janusz 1432 |
| Król Czech                                 | - 1378 Wacław IV Luksemburski 1419                                                                                          |
| Król Danii                                 | - 1387 Małgorzata I 1412 - 1396 Eryk Pomorski 1439                                                                          |
| Dalajlama                                  | - 1391 Gendun Drup 1474 |
| Władca Egiptu                              | - 1405 An-Nasir Faradż 1412                                                                                                 |
| Cesarz Etiopii                             | - 1382 Dawid I 1413 |
| Król Francji                               | - 1380 Karol VI 1422 |
| Król Gruzji                                | - 1393 Jerzy VII 1407 |
| Hrabia Holandii                            | - 1404 Wilhelm VI 1417 |
| Cesarz Japonii                             | - 1392 Go-Komatsu 1412 |
| Kalif                                      | - 1389 Al-Mutawakkil I 1406 - 1406 Al-Musta’in 1414                                                                         |
| Król Kastylii i Leónu                      | - 1390 Henryk III Chorowity 1406 - 1406 Jan II Kastylijski 1454                                                             |
| Patriarcha Konstantynopola                 | - 1397 Mateusz I 1410 |
| Władca Korei                               | - 1400 Taejong 1418 |
| Najwyższy książę litewski                  | - 1401 Jagiełło 1434 |
| Wielki książę litewski                     | - 1392 Witold 1430 |
| Cesarz Majapahitu                          | - 1389 Wikramawardhana 1429                                                                                                 |
| Sułtan Maroka                              | - 1398 Usman III 1421 |
| Książę Mediolanu                           | - 1402 Giovanni Maria 1412                                                                                                  |
| Wielki książę moskiewski                   | - 1389 Wasyl I 1425 |
| Król Nawarry                               | - 1387 Karol III Szlachetny 1425                                                                                            |
| Król Norwegii                              | - 1387 Małgorzata I 1412 - 1396 Eryk Pomorski 1442                                                                          |
| Sułtan Omanu                               | - 1406 Machzum ibn al-Fallah 1435                                                                                           |
| Elektor Palatynatu                         | - 1398 Ruprecht III 1410 |
| Papież awinioński                          | - 1394 Benedykt XIII 1417                                                                                                   |
| Papież                                     | - 1404 Innocenty VII 1406 - 1406 Grzegorz XII 1415                                                                          |
| Król Portugalii                            | - 1385 Jan I 1433 |
| Cesarz Rzymski (niemiecki)                 | - 1400 Ruprecht z Palatynatu 1410                                                                                           |
| Kapitanowie Regenci San Marino             | - 1406 Giovanni di Francesco de Pistori Giovanni di Nino de' Gherardi 1406 - 1406 Antonio Lunardini Giovanni di Pasino 1406 |
| Despota Serbii                             | - 1402 Stefan IV Lazarević 1427                                                                                             |
| Elektor Saksonii                           | - 1388 Rudolf III Saski 1419                                                                                                |
| Król Szkocji                               | - 1390 Robert III Stewart 1406 - 1406 Jakub I 1437                                                                          |
| Król Szwecji                               | - 1389 Małgorzata 1412 - 1396 Eryk XIII Pomorski 1439                                                                       |
| Król Tajlandii                             | - 1395 Ramracha Thirat 1409                                                                                                 |
| Sułtan Turków                              | - 1402 bezkrólewie 1413 |
| Doża Wenecji                               | - 1400 Michele Steno 1413                                                                                                   |
| Król Węgier                                | - 1387 Zygmunt Luksemburski 1437                                                                                            |
| Cesarz Wietnamu                            | - 1401 Hồ Hán Thương 1407                                                                                                   |
| Wielki mistrz zakonu krzyżackiego          | - 1393 Konrad von Jungingen 1407                                                                                            |

Rok 1406 / MCDVI
stulecia: XIV wiek ~
XV wiek ~
XVI wiek

lata: 1396 «
1401 «
1402 «
1403 «
1404 «
1405 «
1406
» 1407
» 1408
» 1409
» 1410
» 1411
» 1416

## Wydarzenia w Polsce
- 13 września – we Wrocławiu doszło do buntu mieszczaństwa.
- 17 października – w Piotrkowie odbył się sejm[1].
- 7 grudnia – w Krakowie ścięto oskarżonego o kradzież pieniędzy miejskich Andrzeja Wierzynka, krakowskiego rajcę, potomka znanej i bogatej rodziny kupieckiej Wierzynków.

- Ulryk von Jungingen oddał spór o Drezdenko pod osąd Witolda, który na zjeździe w Kownie wydał wyrok korzystny dla Polski; spowodowało to odrzucenie przez mistrza wyroku i żądanie oddania Santoka.
- Książę moskiewski Wasyl I napadł na Wiaźmę, Sierpiejsk i Kozielsk. Wojska litewskie odparły go i utrzymały Księstwa Wierchowskie.
- Bieżuń otrzymał prawa miejskie.

## Wydarzenia na świecie
- 4 kwietnia – Jakub I został królem Szkocji.
- 30 listopada – Grzegorz XII został papieżem.

- Rozpoczęcie budowy Zakazanego Miasta w Pekinie.

## Zdarzenia astronomiczne
- 16 czerwca – całkowite zaćmienie Słońca, widoczne w Polsce[2].

## Urodzili się
- Ulryk II Cylejski, węgierski arystokrata, hrabia Celje (zm. 1456)

## Zmarli
- 17 marca – Ibn Chaldun – historyk, socjolog, dyplomata, teolog islamski (ur. 1332)
- 15 lipca – Wilhelm Habsburg, narzeczony królowej Polski Jadwigi Andegaweńskiej (ur. 1370)
- 6 listopada – Innocenty VII, papież (ur. 1339)
- data dzienna nieznana – Tochtamysz, chan Złotej Ordy (ur. ?)